# Gries am Brenner
Gries am Brenner é um município da Áustria, situado no distrito de Innsbruck-Land, no estado do Tirol. Tem 55,66 km² de área e sua população em 2019 foi estimada em 1.341 habitantes.